# María Consuelo Yznaga del Valle

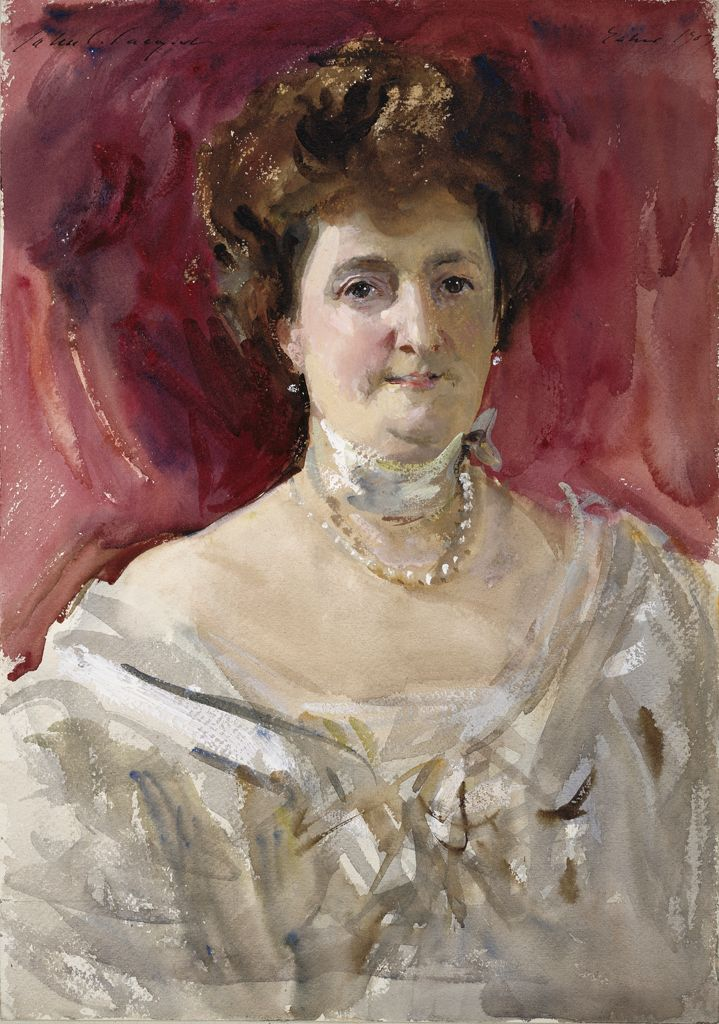
John Singer Sargent: Consuelo, Duchess of Manchester, Öl auf Leinwand, um 1898–1905

Consuelo Yznaga (* 1853 in New York City, New York; † 20. November 1909 in London) war eine kubanisch-amerikanische Erbin und durch Heirat Duchess of Manchester. Sie war bekannt als Lady Mandeville.

## Leben
Consuelo Yznaga war die älteste Tochter von vier Kindern des wohlhabenden kubanischen Diplomaten Don Antonia Yznaga del Valle und seiner Ehefrau Ellen Clements. Schon früh begleitete Consuelo zusammen mit ihren Geschwistern ihre Eltern ins Ausland, entweder zu Verwandtenbesuch oder durch die diplomatischen Verpflichtungen ihres Vaters. Ihre Kindheit drehte sich um perfektes Benehmen und die gesellschaftliche Repräsentation.
Am 22. Mai 1876 heiratete Consuelo in der Grace Church in New York City durch den Bischof Potter den irischen Aristokraten und Politiker George Montagu, Viscount Mandeville (1853–1892), ältester Sohn des Politikers William Montagu, 7. Duke of Manchester, und der Luise Fredericke Auguste Gräfin von Alten. Als dessen Gattin führte sie den Höflichkeitstitel Viscountess Mandeville oder Lady Mandeville und ab 1892, als ihr Gatte seinen Vater als 8. Duke of Manchester beerbte, den Höflichkeitstitel Duchess of Manchester. Aus der Ehe, die allen Berichten zufolge glücklich verlief, gingen drei Kinder hervor:
- William Angus Drogo Montagu, 9. Duke of Manchester (1877–1947), ⚭ (1) 1900–1931 Helena Zimmerman (1879–1971), ⚭ (2) ⚭ 1931 Kathleen Dawes († 1966);
- Jacqueline Mary Alva († 1895);
- Alice Eleanor Louise († 1900).

Während ihrer Ehe engagierte sich Lady Mandeville in mehreren karitativen Organisationen – ein großes Anliegen lag in der Schulbildung und im Krankenwesen. Neben der Krankenpflege kümmerte sie sich auch um die soziale Not der Menschen. Seit den 1890er-Jahren lebte das Ehepaar getrennt. Der Grund war, dass ihr Ehemann mehrere Jahre eine heimliche Liebesaffäre mit der Theaterschauspielerin und Sängerin Bessie Bellwood unterhielt.
Lady Mandeville machte ihre Jugendfreundin Alva Erskine Smith (1853–1933), Tochter eines wohlhabenden Baumwollfabrikanten aus den Südstaaten, mit den reichen Eisenbahnmagnaten William Kissam Vanderbilt (1849–1920), zweiter Sohn von William Henry Vanderbilt und seiner Frau Maria Louisa Kissam, bekannt. Sie war auch die Namens- und Patentante von Consuelo Vanderbilt (1877–1964), spätere Lady Spencer-Churchill, Duchess of Marlborough. Sie half auch ihrer Freundin, den sozialen Status der Familie Vanderbilt anzuheben, indem sie die damalige Grand Dame der New Yorker Gesellschaft, Mrs. Caroline Astor (1830–1908), zu beeindrucken versuchte.
In dem unvollendeten Roman The Buccaneers von Edith Wharton (1862–1937) wurde das Leben und Wirken von Lady Mandeville unter dem Pseudonym Conchita Closson beschrieben.

## Name in verschiedenen Lebensphasen
- 1859–1876 Consuelo Yznaga
- 1876–1890 Consuelo Montagu, Viscountess Mandeville
- 1890–1892 Consuelo Montagu, Duchess of Manchester
- 1892–1909 Consuelo Montagu, Dowager Duchess of Manchester

## Erwähnenswertes
- Die Familie ihres Mannes stammte von Robert von Mortain (1031–1090) aus dem Haus Conteville, einem Halbbruder des ersten normannischen Königs Wilhelm der Eroberer, ab.